# 14-я пехотная дивизия (Российская империя)
14-я пехотная дивизия — пехотное соединение Русской императорской армии.
Штаб дивизии: Вильна (1807), Кишинёв (1878—1914). С 1876 г. входила в 8-й армейский корпус.

## История дивизии

### Формирование
Сформирована 5 февраля 1806 как 3-я дивизия, с 4 мая 1806 г. - 4-я дивизия. До 13 октября 1810 года в состав дивизии входила кавалерийская бригада. С 31 марта 1811 года дивизия переименована в 4-ю пехотную. Впоследствии состав частей дивизии неоднократно изменялся.
Наименования дивизии:
- 05.02.1806 — 04.05.1806 — 3-я дивизия
- 04.05.1806 — 31.03.1811 — 4-я дивизия
- 31.03.1811 — 01.07.1817 — 4-я пехотная дивизия
- 01.07.1817 — 20.05.1820 — 28-я пехотная дивизия
- 20.05.1820 — 05.08.1833 — 25-я пехотная дивизия
- 05.08.1833 — 26.04.1835 — 17-я пехотная дивизия
- 26.04.1835 — 21.01.1918 — 14-я пехотная дивизия

В 1812 в состав дивизии входили:
- 1-я бригада
  - Кременчугский пехотный полк
  - Минский пехотный полк
- 2-я бригада
  - Тобольский пехотный полк
  - Волынский пехотный полк
- 4‑я полевая артиллерийская бригада

21 января 1918 года дивизию приказано молдованизировать с переименованием в 1-ю пехотную Молдавской Республики дивизию. Приданную дивизии 14-ю артиллерийскую бригаду также приказано молдованизировать с переименованием в 1-ю артиллерийскую Молдавской Республики бригаду. Согласно приказу по Румынскому фронту от 19 февраля 1918 г. дивизия считалась расформированной с 21 января 1918 года.

### Боевые действия
В 1806 - 1807 годах дивизия участвовала в русско-прусско-французской войне, в частности, в сражениях при Пултуске, при Голымине, Прейсиш-Эйлау, битвах при Гейльсберге и Фридланде. Полки 3-й бригады под общим командованием М. Б. Барклая-де-Толли приняли участие в бою при Гофе.
В 1808 - 1809 годах подразделения дивизии действовали в составе русской армии в русско-шведской войне, в частности, в сражении при Иденсальми. 
В ходе Отечественной войны 1812 г. дивизия участвовала в бою под Островно, в обороне Смоленска, в сражении у Валутиной горы и в Бородинской битве (на левом фланге русской армии). Затем дивизия действовала в боях при Тарутино, под Малоярославцем, под Вязьмой и под Красным. 
В 1830 — 1831 годах дивизия участвовала в Польской кампании, в частности, в сражениях под Вавром, при Грохове, при Дембе-Вельке и при Игане. 
В 1849 году дивизия участвовала в Венгерской кампании, в частности, в сражении при Германштадте. 
В начале 1850-х гг., накануне Крымской войны, император Николай I планировал направить 14-ю и 13-ю пехотные дивизии в качестве морского десанта с целью захвата Босфора и Константинополя. 
Затем, в ходе войны 14-я дивизия участвовала во всех стадиях обороны Севастополя. Начальник дивизии генерал-лейтенант Ф. Ф. фон Моллер занимал должность начальника гарнизона города, но его деятельность вызвала отрицательные отклики многих участников обороны. 

## Состав дивизии (с 25.09.1817, места дислокации и полные наименования частей — на нач. XX в.)
- 1-я бригада (Кишинёв)
  - 53-й пехотный Волынский Генерал-Фельдмаршала Великого Князя Николая Николаевича полк
  - 54-й пехотный Минский Е. В. Царя Болгарского полка
- 2-я бригада (Бендеры)
  - 55-й пехотный Подольский полк
  - 56-й пехотный Житомирский Е. И. В. Великого Князя Николая Николаевича полк
- 14-я артиллерийская бригада (Кишинёв)

## Командование дивизии
(Командующий в дореволюционной терминологии означал временно исполняющего обязанности начальника или командира. Должности начальника дивизии соответствовал чин генерал-лейтенанта, и при назначении на эту должность генерал-майоров они оставались командующими до момента своего производства в генерал-лейтенанты).

### Начальники дивизии
- 05.02.1806 — 08.04.1809[9] — генерал-лейтенант князь Голицын, Дмитрий Владимирович
  - 05.02.1809 — 08.04.1809 — командующий генерал-лейтенант Багговут, Карл Фёдорович
- 08.04.1809 — 06.10.1812[10] — генерал-лейтенант Багговут, Карл Фёдорович
  - 02.04.1812 — 25.10.1812 — командующий генерал-майор (с 20.10.1812 генерал-лейтенант) принц Вюртембергский, Евгений Фридрих Карл

- 19.11.1812 — 29.08.1814[11] — генерал-лейтенант (с 27.03.1814 генерал от инфантерии) принц Вюртембергский, Евгений Фридрих Карл
  - 25.10.1812 — 29.08.1814 — командующий генерал-майор Россий, Игнатий Петрович
- 29.08.1814 — 09.04.1816 — генерал-майор (с 25.04.1815 генерал-лейтенант) Пышницкий, Дмитрий Ильич
- 09.04.1816 — 27.11.1816 — генерал-лейтенант Эссен, Пётр Кириллович
- 27.11.1816 — 22.07.1817 — генерал-майор Савоини, Еремей Яковлевич
- 22.07.1817 — 17.04.1827[12] — генерал-майор (с 12.12.1824 генерал-лейтенант) Гогель, Фёдор Григорьевич
- 03.05.1827 — 06.12.1833 — генерал-майор (с 22.09.1829 генерал-лейтенант) Рейбниц, Карл Павлович
  - 27.04.1830 — 27.08.1830 — командующий генерал-майор Брайко, Михаил Григорьевич
  - 06.05.1831 — 11.07.1831 — командующий генерал-майор Брайко, Михаил Григорьевич
  - 11.07.1831 — 06.10.1831 — командующий генерал-майор Линден, Александр Андреевич
  - 16.06.1833 — 16.10.1833 — командующий генерал-майор Бриземан фон Неттинг, Антон Карлович
- 06.12.1833 — 20.01.1835 — генерал-адъютант генерал-майор барон Деллингсгаузен, Иван Фёдорович
- 20.01.1835 — 10.05.1842 — генерал-майор (с 06.12.1835 генерал-лейтенант) Ширман, Фёдор Карлович
- 18.05.1842 — 17.01.1845[13] — генерал-лейтенант барон Боллен, Лев Леонтьевич
  - 10.04.1844 — 17.01.1845 — командующий генерал-майор князь Кудашев, Михаил Фёдорович
- 17.01.1845[14] — 23.10.1845 — генерал-майор (с 31.07.1845 генерал-лейтенант) Лабынцев, Иван Михайлович
- 14.11.1845[15] — 10.10.1855 — генерал-лейтенант фон Моллер, Фёдор Фёдорович
- 29.11.1855 — 26.01.1860 — командующий генерал-майор Белевцов, Дмитрий Николаевич
- 26.01.1860 — 14.03.1873 — генерал-майор (с 23.04.1861 генерал-лейтенант) Козловский, Виктор Степанович
- 14.03.1873 — 08.10.1877 — генерал-майор Свиты Е. И. В. (с 01.09.1877 генерал-лейтенант) Драгомиров, Михаил Иванович
- 08.10.1877 — 12.07.1882 — генерал-лейтенант Петрушевский, Михаил Фомич
- 27.07.1882 — 20.12.1890 — генерал-лейтенант Крживоблоцкий, Яков Степанович
- 24.12.1890 — 09.04.1898 — генерал-майор (с 30.08.1891 генерал-лейтенант) Конаржевский, Даниил Альбертович
- 22.04.1898 — 07.12.1901 — генерал-лейтенант Фаддеев, Семён Андреевич
- 15.01.1902 — 06.09.1904 — генерал-лейтенант Сендецкий, Василий Иванович
- 08.09.1904 — 29.05.1906 — генерал-майор (с 06.12.1904 генерал-лейтенант) Русанов, Сергей Иванович
- 06.06.1906 — 15.10.1907 — генерал-лейтенант Масалов, Павел Гаврилович
- 26.10.1907 — 31.12.1913 — генерал-лейтенант Иевреинов, Александр Иоасафович
- 31.12.1913 — 27.03.1915 — генерал-лейтенант Глинский, Николай Сергеевич
- 27.03.1915 — 07.09.1917 — генерал-майор (с 27.01.1916 генерал-лейтенант) Соколов, Владимир Иванович
- 18.09.1917 — 02.11.1917 — командующий генерал-майор Андрианов, Павел Маркович
- хх.11.1917[16] — хх.хх.хххх — командующий полковник Дроздовский, Михаил Гордеевич

### Начальники штаба дивизии
Должность начальника штаба дивизии введена 1 января 1857 года
- 01.01.1857 — 06.06.1860 — подполковник (с 30.08.1859 полковник) Ростковский, Аркадий Францевич
- 06.06.1860 — 03.11.1860 — подполковник (с 30.08.1860 полковник) Ермолинский, Дмитрий Агафонович
- 03.11.1860 — 13.08.1864 — полковник Ростковский, Аркадий Францевич
- 24.08.1864 — 23.11.1864 — полковник Раух, Оттон Егорович
- 13.12.1864 — 16.04.1867 — капитан (с 14.04.1865 подполковник) Духовский, Сергей Михайлович
- 16.04.1867 — 25.12.1869 — подполковник (с 30.08.1868 полковник) Разгонов, Николай Иосифович
- 25.12.1869 — 04.04.1875 — полковник Ваховский, Степан-Иосиф-Виктор Пантелеймонович
- 10.04.1875 — 19.02.1876 — полковник Чудовский, Владимир Никитич
- 23.02.1876 — 08.05.1879 — полковник Якубовский, Иван Иосифович
- 08.05.1879 — 27.08.1890 — подполковник (с 20.04.1880 полковник) Барановский, Григорий Яковлевич
- 20.09.1890 — 28.12.1894 — полковник Герасименко, Евстафий Фёдорович
- 29.12.1894 — 26.01.1898 — полковник Иевреинов, Александр Иоасафович
- 04.02.1898 — 24.11.1901 — полковник Комар, Викентий Александрович
- 24.11.1901 — 05.05.1905 — и. д. подполковник (с 14.04.1902 полковник) Трегубов, Евгений Эммануилович
- 25.09.1905 — 10.04.1906 — и. д. подполковник фон Зигель, Дмитрий Михайлович
- 10.04.1906 — 21.09.1907 — полковник Сухомлин, Семён Андреевич
- 30.09.1907 — 25.04.1908 — полковник Богаевский, Феликс Павлович
- 04.05.1908 — 24.10.1910 — полковник Березовский, Александр Иванович
- 04.11.1910 — 16.01.1914 — полковник Солунсков, Степан Михайлович
- 26.01.1914 — 28.08.1914 — полковник Трофимов, Иван Иванович
- 21.10.1914 — 06.03.1915 — полковник Месснер, Александр Яковлевич
- 12.04.1915 — 04.08.1915 — подполковник (с 15.06.1915 полковник) Герарди, Андрей Андреевич
- 04.08.1915 — 11.06.1916 — и. д. подполковник (с 06.12.1915 полковник) Борицкий, Николай Эдуардович
- 12.06.1916 — 01.02.1917 — и. д. подполковник (с 06.12.1916 полковник) Склодовский, Виталий Каэтанович
- 28.01.1917 — 27.02.1917 — полковник Андрианов, Павел Маркович
- 28.06.1917 — хх.хх.хххх — полковник Вольский, Михаил Прокофьевич

### Командиры 1-й бригады
В период с 28 марта 1857 по 30 августа 1873 должности бригадных командиров были упразднены.
После начала Первой мировой войны в дивизии была оставлена должность только одного бригадного командира, именовавшегося командиром бригады 14-й пехотной дивизии.
- 05.02.1806 — 18.03.1809 — генерал-майор Сомов, Андрей Андреевич
- 18.03.1809 — 05.04.1809 — генерал-майор Ершов, Пётр Иванович
- 05.04.1809 — 04.12.1811 — полковник Пышницкий, Дмитрий Ильич
- 04.12.1811 — 01.07.1812[17] — генерал-майор принц Вюртембергский, Евгений Фридрих Карл
  - 02.04.1812 — 01.07.1812 — командующий полковник Пышницкий, Дмитрий Ильич
- 01.07.1812 — 10.11.1814[18][19] — генерал-майор Россий, Игнатий Петрович
  - 25.10.1812 — 29.08.1814 — командующий полковник (с 21.11.1812 генерал-майор) Пышницкий, Дмитрий Ильич
- 10.11.1814 — 01.06.1815 — командующий полковник Курносов, Николай Андреевич
- 01.06.1815 — 18.01.1816[20] — генерал-майор Зайцов, Александр Афанасьевич
- 08.03.1816 — 11.09.1816 — генерал-майор Глебов, Андрей Саввич
- 11.09.1816 — 22.07.1817 — генерал-майор Пиллар, Егор Максимович
- 25.09.1817 — 28.01.1826 — генерал-майор Бартоломей, Алексей Иванович
- 28.01.1826 — 11.07.1831 — генерал-майор Брайко, Михаил Григорьевич
  - 27.04.1830 — 27.08.1830 — командующий генерал-майор Балбеков, Алексей Александрович
  - 06.05.1831 — 11.07.1831 — командующий полковник Дьяченко 2-й
- 11.07.1831 — 30.08.1831 — генерал-майор Варпаховский, Пётр Евдокимович
  - 11.07.1831 — 01.08.1831 — командующий полковник Дьяченко 2-й
- 30.08.1831 — 03.11.1831[21] — генерал-майор Крюков, Александр Павлович
- 03.11.1831 — 11.12.1833 — генерал-майор Варпаховский, Пётр Евдокимович
- 11.12.1833 — 24.12.1836 — генерал-майор Балбеков, Алексей Александрович
- 24.12.1836 — 17.09.1837 — генерал-майор Линден, Александр Андреевич
- 17.09.1837 — 14.02.1841 — генерал-майор Марков, Пётр Антонович
- 14.02.1841 — 13.05.1843 — генерал-майор Девойнич (де Войнич), Игнатий Станиславович
- 06.06.1843 — 19.08.1845[22] — генерал-майор Хотяинцев, Иван Николаевич
  - 13.10.1844 — 14.09.1845 — командующий генерал-майор Володимеров, Павел Сергеевич
- 19.08.1845[23] — 15.10.1846 — генерал-майор Есаулов, Павел Семёнович
- 15.10.1846 — 20.07.1848[24] — генерал-майор Крок, Александр Иванович
- 20.07.1848 — хх.09.1854 — генерал-майор Жабокритский, Иосиф Петрович
- хх.09.1854[25] — 29.05.1855[26] — генерал-майор Тимофеев, Николай Дмитриевич
- 16.07.1855 — 28.03.1857 — генерал-майор Бальц, Карл Готлибович
- 30.08.1873 — 12.09.1874 — генерал-майор Малахов, Николай Николаевич
- 12.09.1874 — 14.09.1877 — генерал-майор Иолшин, Михаил Александрович
- 14.09.1877 — 01.10.1877 — генерал-майор фон Тальберг, Отто Германович
- 12.10.1877 — 25.10.1878 — генерал-майор Бискупский, Константин Ксаверьевич
- 16.12.1878 — 26.03.1882 — генерал-майор Мольский, Виталий Константинович
- 26.03.1882 — 14.01.1887 — генерал-майор Плаксин, Вадим Васильевич
- 02.02.1887 — 23.03.1892 — генерал-майор Губин, Александр Михайлович
- 23.03.1892 — 05.07.1895 — генерал-майор Замшин, Иван Андреевич
- 05.07.1895 — 09.10.1899 — генерал-майор Аврамов, Иван Петрович
- 31.10.1899 — 18.07.1905 — генерал-майор Глебов, Николай Иванович
- 18.07.1905 — 29.12.1908 — генерал-майор Воронов, Николай Михайлович
- 05.01.1909 — 19.07.1914 — генерал-майор Зубковский, Андрей Фёдорович

### Командиры 2-й бригады
- 05.02.1806 — 21.01.1809 — генерал-майор Арсеньев, Николай Михайлович
- 21.01.1809 — 05.04.1809 — командующий полковник Лялин, Дмитрий Васильевич
- 05.04.1809 — 01.07.1812 — генерал-майор Росси, Игнатий Петрович
- 01.07.1812 — 18.05.1816[27] — генерал-майор Шрейдер, Пётр Петрович
  - хх.12.1812 — 29.08.1814 — командующий полковник Красавин, Алексей Фёдорович
- 18.05.1816 — 05.08.1816 — командующий полковник Красавин, Алексей Фёдорович
- 05.08.1816 — 22.07.1817 — генерал-майор Бартоломей, Алексей Иванович
- 22.07.1817 — 25.09.1817 — генерал-майор Энгельгардт, Александр Николаевич
- 25.09.1817 — 08.07.1820 — генерал-майор Емельянов, Николай Филиппович
- 08.07.1820 — 03.10.1820 — генерал-майор Чертов, Павел Аполлонович
- 03.10.1820 — 29.07.1827[28] — генерал-майор Дурасов, Сергей Александрович
- 29.07.1827 — 02.02.1832 — генерал-майор Линден, Александр Андреевич
- 02.02.1832 — 05.08.1833 — полковник (с 25.06.1833 генерал-майор) Чеботарёв, Михаил Васильевич
- 05.08.1833 — 11.12.1833 — генерал-майор Бриземан фон Неттинг, Антон Карлович
- 11.12.1833 — 03.11.1836 — генерал-майор Унгебауер, Александр Андреевич
- 03.11.1836 — 24.12.1836 — генерал-майор Линден, Александр Андреевич
- 24.12.1836 — 07.09.1837 — генерал-майор Унгебауер, Александр Андреевич
- 17.09.1837 — 14.07.1840 — генерал-майор Пущин, Иван Николаевич
- 14.07.1840 — 01.04.1842 — генерал-майор Паскин, Пётр Алексеевич
- 27.04.1842 — 23.10.1845[29] — генерал-майор князь Кудашев, Михаил Фёдорович
  - 10.04.1844 — 31.12.1844 — командующий генерал-майор Потопчин, Владимир Алексеевич
  - 31.12.1844 — 17.01.1845 — командующий полковник Адлерберг, Густав Яковлевич
- 23.10.1845 — 15.10.1846 — генерал-майор Крок, Александр Иванович
- 15.10.1846 — 25.04.1850 — генерал-майор Есаулов, Павел Семёнович
- 25.04.1850 — 11.04.1855 — генерал-майор Липский, Казимир Яковлевич
- 02.05.1855 — 29.10.1855 — генерал-майор Свиты Е. И. В. князь Воронцов, Семён Михайлович
- 29.10.1855 — 28.03.1857 — генерал-майор Герсеванов, Николай Борисович
- 30.08.1873 — 07.04.1874 — генерал-майор Дудинский, Михаил Фёдорович
- 07.04.1874 — 28.10.1876 — генерал-майор Эйхен, Фёдор Фёдорович
- 28.01.1877 — 10.09.1877 — генерал-майор Петрушевский, Михаил Фомич
- 10.09.1877 — 16.12.1878 — генерал-майор Мольский, Виталий Константинович
- 16.12.1878 — 20.09.1885 — генерал-майор Карасёв, Николай Павлович
- 11.10.1885 — 13.05.1886 — генерал-майор Примо, Дмитрий Васильевич
- 13.05.1886 — 11.10.1899 — генерал-майор Дубельт, Павел Петрович
- 24.10.1899 — 08.01.1901 — генерал-майор Артоболевский, Александр Михайлович
- 07.02.1901 — 04.06.1901 — генерал-майор барон Кене, Борис Борисович
- 18.06.1901 — 02.09.1904 — генерал-майор Асеев, Владимир Павлович
- 02.09.1904 — 18.07.1905 — генерал-майор Ганенфельд, Александр Павлович
- 18.07.1905 — 07.01.1906 — генерал-майор Жегочев, Борис Константинович
- 14.03.1906 — 05.01.1909 — генерал-майор Зубковский, Андрей Фёдорович
- 15.01.1909 — 27.05.1909 — генерал-майор Разнатовский, Никанор Васильевич
- 28.05.1909 — 07.11.1909 — генерал-майор Скопинский-Штрик, Александр Александрович
- 14.11.1909 — 12.02.1914 — генерал-майор Руссиян, Кесарь Викентьевич
- 19.02.1914 — 17.10.1915 — генерал-майор Горелов, Михаил Георгиевич
- 26.07.1915 — 28.09.1915 — генерал-майор Карнаухов, Михаил Михайлович
- 17.10.1915 — 22.04.1917 — генерал-майор Меллер, Константин Александрович
- 22.04.1917 — 27.07.1917 — командующий полковник Богаевский, Павел Павлович
- 07.08.1917 — хх.хх.хххх — генерал-майор Меллер, Константин Александрович

### Командиры 3-й бригады
В 1833 3-я бригада расформирована.
- 05.02.1806 — хх.11.1806 — генерал-майор князь Щербатов, Алексей Григорьевич
- хх.11.1806 — 14.04.1807 — генерал-майор (с 09.04.1807 генерал-лейтенант) Барклай-де-Толли, Михаил Богданович
- 14.04.1807 — 16.08.1807 — генерал-майор князь Щербатов, Алексей Григорьевич
- 16.08.1807 — 06.06.1808 — генерал-майор (с 12.12.1807 генерал-лейтенант) Багговут, Карл Фёдорович
- 06.06.1808 — 05.04.1809 — командующий полковник Филисов, Павел Андреевич
- 05.04.1809 — 19.10.1810 — полковник Шрейдер, Пётр Петрович
- 19.10.1810 — 11.09.1816 — полковник (с 21.11.1812 генерал-майор) Пиллар, Егор Максимович
- 11.09.1816 — 12.07.1817 — генерал-майор Экельн, Филипп Филиппович
- хх.хх.1817 — 07.03.1818 — генерал-майор Тимофеев, Василий Иванович
- 14.04.1818 — 08.07.1820 — генерал-майор Дитерихс, Иван Иванович
- 08.07.1820 — 14.09.1826[30] — генерал-майор Харитонов, Александр Романович
- 14.09.1826 — 15.09.1827[31] — генерал-майор Бублик, Яков Петрович
  - 02.04.1827 — 02.08.1827 — командующий полковник Унгебауер, Александр Андреевич
- 15.09.1827 — 06.12.1827 — командующий полковник Унгебауер, Александр Андреевич
- 06.12.1827 — 05.08.1833 — генерал-майор Бриземан фон Неттинг, Антон Карлович

### Помощники начальника дивизии
В период с 28 марта 1857 года по 30 августа 1873 года помощники начальника дивизии фактически являлись бригадными командирами.
- 28.03.1857 — 14.09.1858 — генерал-майор Герсеванов, Николай Борисович
- 14.09.1858 — 04.03.1859 — генерал-майор Неёлов, Павел Евгеньевич
- 04.03.1859 — 22.04.1859 — генерал-майор Кафтырев, Николай Яковлевич
- 22.04.1859 — хх.хх.1859 — генерал-майор Бибиков, Дмитрий Сергеевич
- хх.хх.1859 — 28.09.1861[32] — генерал-майор де Саже, Фёдор Христофорович
- 26.10.1861 — 15.08.1863 — генерал-майор Шостак, Андрей Андреевич
- 30.08.1863 — хх.хх.1864 — генерал-майор Ляшенко, Михаил Васильевич
- хх.хх.1864 — 12.05.1865 — генерал-майор Курсель, Константин Христофорович
- 12.05.1865 — 13.01.1868 — генерал-майор Олохов, Фёдор Алексеевич
- 13.01.1868 — 06.04.1873 — генерал-майор Будогосский, Константин Фаддеевич
- 06.04.1873 — 30.08.1873 — генерал-майор Малахов, Николай Николаевич

### Командиры 14-й артиллерийской бригады

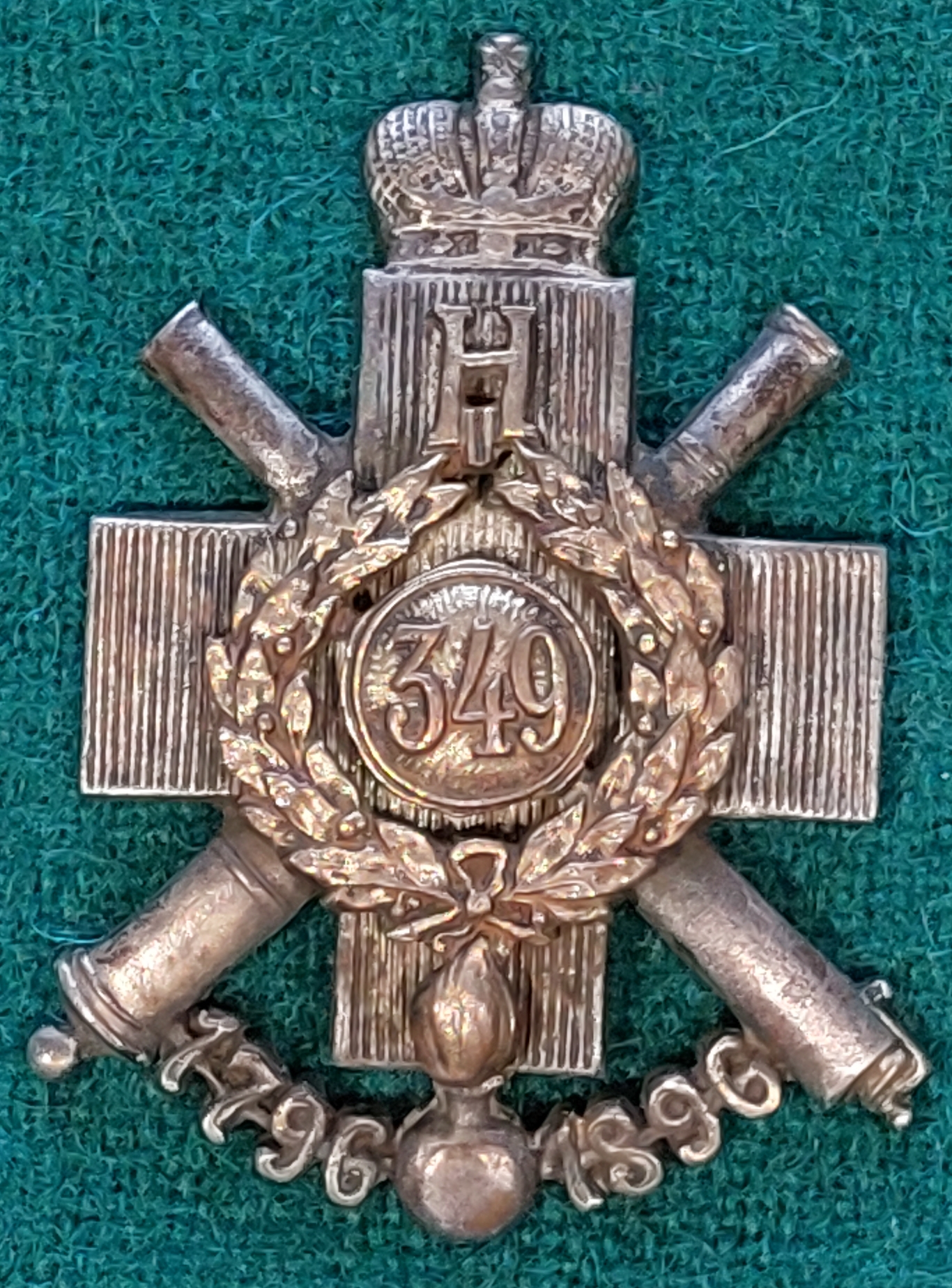
Знак (для нижних чинов) 5-й батареи 14-й артиллерийской бригады. 1909-1917 гг.

Номер в наименовании артиллерийской бригады изменялся параллельно с номером пехотной дивизии, к которой бригада была приписана.
До 1875 г. должности командира артиллерийской бригады соответствовал чин полковника, а с 17 августа 1875 г. - чин генерал-майора.
- 23.08.1806 — 14.02.1811 — полковник (с 16.03.1808 генерал-майор) князь Яшвиль, Лев Михайлович
- 14.02.1811 — 26.08.1812[34] — полковник Воейков, Алексей Иванович
- 26.08.1812 — 02.05.1816 — подполковник (с 14.04.1813 полковник) Фриш, Матвей Карлович
- 02.05.1816 — 16.07.1817 — полковник Вельяминов, Николай Степанович
- 16.07.1817 — 25.09.1817 — полковник Перрен, Пётр Яковлевич
- 25.09.1817 — 25.03.1828 — подполковник (с 01.07.1819 полковник) Дитерихс, Александр Иванович
- 21.04.1828 — 08.11.1831 — полковник Боборыкин, Николай Лукьянович
- хх.хх.хххх — 21.06.1834 — подполковник Пожидаев, Сергей Дементьевич
- 21.06.1834[35] — 07.08.1843 — полковник, (с 16.04.1841 генерал-майор) Рерберг, Александр Иванович
- 11.11.1843 — 12.04.1850 — полковник (с 18.10.1847 генерал-майор) Вагнер, Карл Богданович
- 12.04.1850 — 29.11.1855 — полковник (с 06.12.1853 генерал-майор) Немчинов, Александр Петрович
- 16.01.1856 — хх.хх.1872 — полковник (с 27.03.1866 генерал-майор) фон Винклер, Арсений Егорович
- хх.хх.1872 — 05.05.1873 — полковник Руновский, Александр Иванович
- 05.05.1873 — 25.03.1877[36] — полковник Зиновьев, Михаил Алексеевич
- 25.03.1877[36]  — хх.хх.1885 — полковник (с 12.07.1877 генерал-майор) Худяков, Сергей Яковлевич
- хх.хх.1885 — 15.11.1886[37] — генерал-майор Куприянов, Александр Александрович
- 17.12.1886 — 05.04.1893 — генерал-майор Оноприенко, Владимир Васильевич
- 07.05.1893 — 31.10.1899 — генерал-майор Рошковский, Феликс Викентьевич
- 29.12.1899 — 19.10.1904 — полковник (с 09.04.1900 генерал-майор) Сумароков, Николай Измайлович
- 27.11.1904 — 29.01.1905 — командующий полковник Коренев, Константин Фёдорович
- 24.02.1905 — до 29.07.1909[38] — полковник (с 22.04.1907 генерал-майор) Непенин, Иван Владимирович
- 01.08.1909 — 07.10.1911 — генерал-майор Петриченко, Иван Владимирович
- 07.10.1911 — 21.03.1913 — генерал-майор Сиверс, Александр Михайлович
- 23.03.1913 — 29.10.1915 — генерал-майор Затрапезнов, Арсений Михайлович
- 18.12.1915 — 20.12.1916 — генерал-майор Виноградский, Александр Николаевич
- 20.12.1916 — 09.05.1917 — генерал-майор Колодеев, Фёдор Александрович
- 09.05.1917 — хх.хх.хххх — полковник (с 31.05.1917 генерал-майор) Авринский, Александр Александрович

### Командиры кавалерийской бригады 3-й (с 04.05.1806 4-й дивизии)
В 1810 г. кавалерия выведена из состава дивизии
- 05.02.1806 — 13.10.1810 — генерал-майор (с 14.09.1810 генерал-адъютант) барон Корф, Фёдор Карлович